# Szparki
Szparki (niem. Sparken) – osada w Polsce położona w województwie warmińsko-mazurskim, w powiecie piskim, w gminie Pisz. W latach 1975–1998 miejscowość administracyjnie należała do województwa suwalskiego.
Pod koniec lat 60. XX w. była to wieś, położona nad rzeką Pisą, wśród łąk (dawniej mokradła, później osuszone), na skraju Puszczy Piskiej.